# Wiosna (canción)
Wiosna es una canción para piano del compositor polaco Frédéric Chopin. Delicada e íntima, fue escrita en 1838 como canción y publicada en 1857. Significa su título primavera, y está inspirada en un poema del escritor polaco Witwicki. Chopin realizó en este andantino un arreglo para piano.